# Tenuipalpus caledonicus
Tenuipalpus caledonicus är en spindeldjursart som beskrevs av Meyer 1979. Tenuipalpus caledonicus ingår i släktet Tenuipalpus och familjen Tenuipalpidae. Inga underarter finns listade i Catalogue of Life.